# 辽南
遼南，臨渤海海峽，行政上有中華人民共和國管治下的營口、丹東、大連3個地級市（大連同時也是副省級城市）和鞍山下轄的岫岩縣。
亦指遼寧南部。
通行膠遼官話的遼南明代、清代為登州府，是僑鄉，許多東洋華人和台灣人祖籍在此。
大連的膠遼官話群體自稱海南丟，稱自己的語言為大連話。
使用海南丟自稱的都是離開山東的移民。